# مركبات الفرد الواحد
مركبات الفرد الواحد، ( اس أو في) هي مركبة يديرها القطاع الخاص ولا يشغلها سوى السائق يستخدم سائق سيارات الدفع الرباعي للسفر الشخصي والتنقل اليومي ولتسيير المهمات. أنواع المركبات لا حصر لها على سبيل المثال المركبات الرياضية متعددة الأغراض والشاحنات الخفيفة ومع جميع أحجام الشاحنات والسيارات المختلفة، وايضا هناك نوع اخر من المركبات وهي المركبات التي تعمل بالطاقة البشرية مثل الدراجات. يستخدم هذا المصطلح من قبل مهندسي تخطيط النقل. سيارات الدفع الرباعي تتناقض مع المركبات عالية الإشغال، والتي بها راكب أو أكثر. ضع في اعتبارك أن (اس أو في ) في هذا السياق يشير إلى الحالة والاستخدام، وليس نوع السيارة.